# JK Haru wa Isekai de Shōfu ni Natta
JK Haru é uma Profissional do Sexo em Outro Mundo (JKハルは異世界で娼婦になった, JK Haru wa Isekai de Shōfu ni Natta) é um romance japonês pertencente à categoria light bungei escrito por Kō Hiratori, publicado pela primeira vez no Japão como uma web novel entre outrubro de 2016 e agosto de 2017 no site Shōsetsuka ni Narō. Foi futuramente adquirida pela Hayakawa Publishing, que a publicou fisicamente em dezembro de 2017 com ilustração de capa por shimano. A obra acompanha a estudante do ensino médio Haru Koyama, que é que é transportada para outro mundo depois de sua morte, onde ela começa a trabalhar como uma profissional do sexo.
Um segundo volume intitulado JK Haru wa Isekai de Shōfu ni Natta: Summer, que é uma coleção de vários contos que complementam a história principal, foi publicado em dezembro de 2019. O livro também foi adaptado para uma série de mangá ilustrada por J-ta Yamada .

## Trama
Haru Koyama, uma estudante de ensino médio, e seu colega Seiji Chiba, morrem em um acidente de trânsito e são teletransportados para outro mundo juntos. Enquanto Chiba se torna um aventureiro e sai para matar monstros, Haru descobre que as mulheres não têm poderes especiais no novo mundo, então ela decide ganhar a vida como uma profissional do sexo.

## Livros
JK Haru wa Isekai de Shōfu ni Natta é escrito por Kō Hiratori. Começou como uma web novel no site Shōsetsuka ni Narō em outubro de 2016. Em dezembro de 2017, foi adquirido pela Hayakawa Publishing, que o publicou o livro impresso sob o selo Hayakawa Bunko JA com arte da capa de shimano. Na América do Norte, a editora J-Novel Club licenciou a série e a publicou tanto digitalmente quanto como um e-book em inglês.
Uma adaptação para mangá, ilustrada por J-ta Yamada, começou a ser serializada em 14 de junho de 2019 no site Manga Ōkoku sob o selo Utsutsu. Foi publicado fisicamente no Japão pela Shinchosha em quatro volumes no formato tankōbon em julho de 2021. A adaptação para mangá terminará com o lançamento de seu sétimo volume.

## Recepção
JK Haru wa Isekai de Shōfu ni Natta ganhou o prêmio BookWalker Grand Prix Awards 2019, promivodo pela BookWalker, na categoria doujinshi, ou publicação independente. A obra também foi o sexto e-book mais vendido da BookWalker em 2019. Na edição de 2019 do guia de light novel Kono Light Novel ga Sugoi!, JK Haru wa Isekai de Shōfu ni Natta foi rankeado em sétimo lugar na categoria tankobon .
O colunista Kim Morrissy avaliou JK Haru wa Isekai de Shōfu ni Natta em sua coluna como sendo "A melhor (e pior) light novel de Isekai" na Anime News Network. Segundo ele, a obra aborda o gênero isekai numa pegada mais sombria e satírica . Nele, a protagonista feminina Haru é jogada em um mundo de fantasia misógino e tem que trabalhar como prostituta para sobreviver, enquanto sua colega de classe, que também foi teletransportada para este mundo, é dotada de poderes sobre-humanos. Morrissy interpreta isso como um espelho de como esses mundos de aparência medieval desse gênero são particularmente restritivos para as mulheres, enquanto os personagens masculinos não são confrontados com tais situações devido a seus privilégios.